# Municipio de Penn (condado de Clearfield)
El municipio de Penn (en inglés: Penn Township) es un municipio ubicado en el condado de Clearfield en el estado estadounidense de Pensilvania. En el año 2000 tenía una población de 1.326 habitantes y una densidad poblacional de 20.2 personas por km².

## Geografía
El municipio de Penn se encuentra ubicado en las coordenadas 40°57′00″N 78°36′59″O / 40.95000, -78.61639.

## Demografía
Según la Oficina del Censo en 2000 los ingresos medios por hogar en la localidad eran de $32,550 y los ingresos medios por familia eran de $38,000. Los hombres tenían unos ingresos medios de $27,850 frente a los $18,625 para las mujeres. La renta per cápita de la localidad era de $13,994. Alrededor del 10,7% de la población estaba por debajo del umbral de pobreza.